# 고대중학교
고대중학교(高大中學校)는 대한민국 충청남도 당진시 고대면 대촌리에 있는 공립 중학교이다.

## 학교 연혁
- 1982년 11월 25일 : 83학년도 고대중학교 설립인가(학년당 5학급)
- 1983년 3월 7일 : 제1회 입학식
- 1983년 4월 8일 : 개교
- 1987년 3월 1일 : 특수학급 1학급 설치 인가
- 2023년 9월 1일 : 제25대 이상진 교장 취임
- 2024년 2월 8일 : 제39회 졸업식(23명, 총 3,797명)
- 2024년 3월 4일 : 제42회 입학식(1학급 25명)

## 참고 자료
- 고대중학교 - 한국교육학술정보원 학교알리미